# 乔治·班比尼
乔治·班比尼（義大利語：Giorgio Bambini，1945年2月24日—2015年11月13日），意大利男子拳击运动员。他曾代表意大利参加1968年夏季奥林匹克运动会拳击比赛，获得男子重量级铜牌。